# Puerto Vallarta

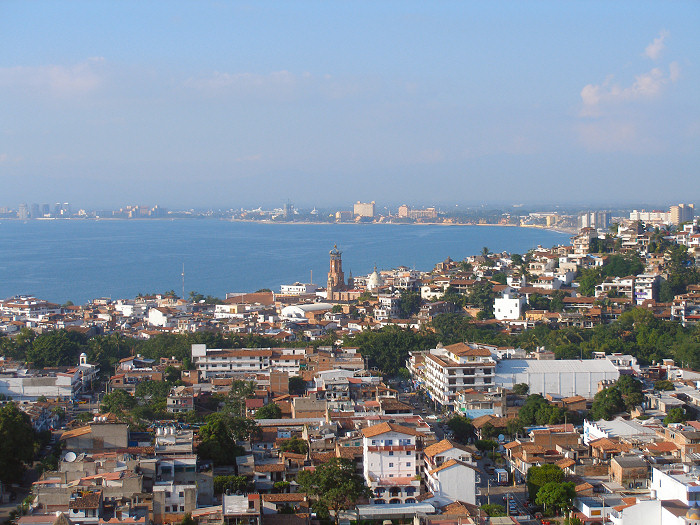
Puerto Vallarta

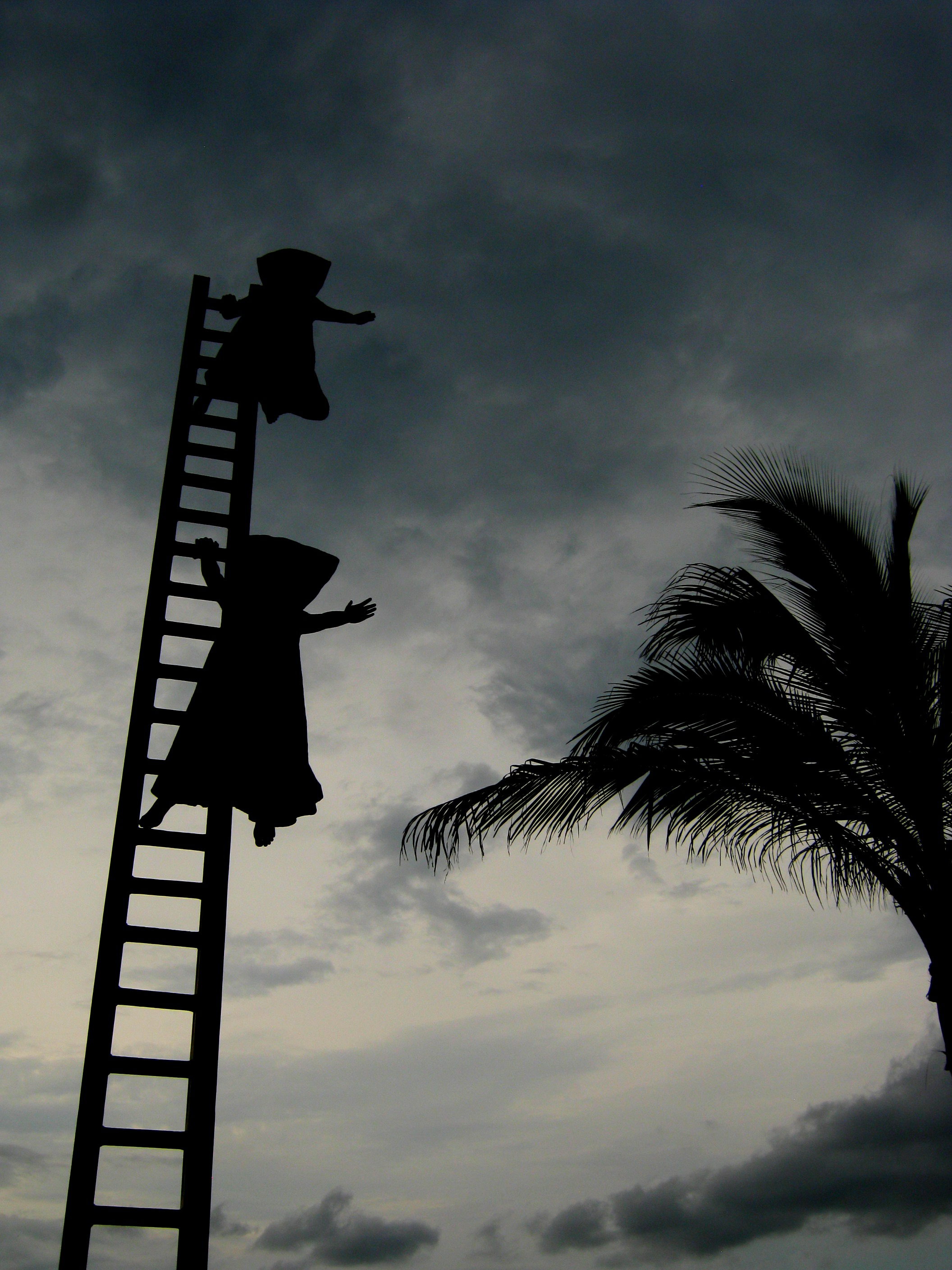
"Busqueda de la Razón" (Die Suche nach der Ursache), eine Skulptur von Sergio Bustamante, geschaffen 1999 und errichtet auf der Strandpromenade (Malecón) von Puerto Vallarta, neben vielen anderen interessanten Skulpturen

Puerto Vallarta im Bundesstaat Jalisco ist mit seinen knapp 300.000 Einwohnern neben Acapulco und Cancún das bedeutendste Seebad Mexikos. Nur etwa 10 Kilometer nordwestlich – bereits im Bundesstaat Nayarit – liegt Nuevo Vallarta, das mehr oder weniger eine Hotelstadt mit Jachthafen, Golfplätzen und kilometerlangem Sandstrand ist.

## Lage und Klima
Puerto Vallarta liegt etwa 330 km (Fahrtstrecke) westlich der Millionenstadt Guadalajara in Höhen von 5 bis 50 m. Die heutige Stadt liegt an der großen Bucht Bahía de Banderas, südlich des Ameca Flusses, welcher hier die Grenze zwischen  den Bundesstaaten Jalisco und Nayarit bildet. Die Stadt liegt am Westhang des Gebirges Sierra de Mascota, wo dieses in die Mitte (Ostseite) der Bucht Bahía de Banderas abfällt. Die Stadt quert der aus gleichem Gebirge kommenden Gewässers Río Pitillal, welches hier in den Pazifik mündet. 
Während der Hauptreisezeit von Oktober bis Mai fällt fast kein Regen; es herrschen angenehme Temperaturen und eine erträgliche Luftfeuchtigkeit.

## Bevölkerungsentwicklung
Noch in den 1950er Jahren war Puerto Vallarta ein von der Landseite nur schwer über Schotterpisten erreichbares Fischerdorf mit etwa 5000 Einwohnern.

## Wirtschaft und Tourismus
Puerto Vallarta war ein Fischerort, in dessen Hinterland sich mehrere Silberminen befanden. Heute hat die Stadt einen internationalen Flughafen (IATA-Code PVR). Im Februar ist Puerto Vallarta neben Cancún eines der beliebtesten Reiseziele der US-Studenten in Mexiko zum Spring Break. Insgesamt nahm die Zahl der Touristen in Puerto Vallarta jedoch seit 2008 um über eine Million ab; die Zahl ausländischer Besucher fiel zwischen 2005 und 2010 von gut 1 Million auf ca. 430.000. Beides ist eine Folge des mehr und mehr zunehmenden Banden- und Drogenunwesens in verschiedenen Staaten Mexikos, von dem die Küstenstädte ganz besonders betroffen sind.

## Geschichte
Die ältesten archäologischen Funde wurden bei Bauarbeiten im Stadtzentrum gemacht; sie werden ins 5. oder 4. Jahrhundert v. Chr. datiert. Eine kontinuierliche indianische Besiedlung ist wahrscheinlich. Etwa tausend Jahre später kamen die Menschen von Aztatlán in der frühen Postklassischen Periode in der Bucht an und In der späten Postklassischen Periode wurde die Gegend von Gruppen der Banderas-Kultur bewohnt, welche die Spanier vorfanden, als sie das erste Mal hier eintrafen.
"Leutnant Lázaro Blanco sagt in seiner 1584 verfassten Relación de Compostela, dass die Eingeborenen dieses Tal „Xihutla“ nannten, was „Ort, an dem das Gras wächst“ bedeutet. Der Eroberer dieser Region war Kapitän Francisco Cortés de San Buenaventura. Die Chronisten berichten, dass bei seiner Ankunft in der Stadt Tintoque am Ufer des Flusses Ameca (in der Nähe von Puerto Vallarta) mehr als zwanzigtausend bewaffnete Indianer am Eingang auf ihn warteten, die eine kleine gefiederte Flagge in den Händen und eine weitere im Köcher trugen.
Die Spanier trugen vier königliche Banner und eines aus rotem Damast mit einem Bild von La Purísima auf der Vorderseite und einem Kreuz auf der Rückseite. Angesichts der vielen Feinde kniete der Mönch, der mit ihnen gekommen war, nieder und bat um göttliche Hilfe. In diesem Moment erstrahlte das Banner von Damaskus in neuem Glanz, flößte den Soldaten Mut ein und versetzte die Indianer in Angst und Schrecken, die sich ergaben und ihre Flaggen und Waffen zu Füßen des Priesters zurückließen. Dies geschah im März 1525 und aus diesem Grund gaben die Spanier dem Tal (der Bucht des Pazifiks, in welchen der Ameca Fluss mündet) den Namen Banderas, den es bis heute trägt."
Es wird auch von einem krokodilverseuchten Gebiet gesprochen. Die Spanier nutzten die Bucht und den Ort mit Namen Las Peñas als Versorgungsstation für die Schiffe in Richtung Norden und für Erkundungen des Hinterlandes. Die Stadt wurde offiziell im Jahr 1851 gegründet; damals hatte der ehemalige Fischerort nur etwa 1000 Einwohner. Am 31. Mai 1918 erhielt sie ihren heutigen Namen in Erinnerung an den ehemaligen Gouverneur von Jalisco, Ignacio Vallarta.

## Sehenswürdigkeiten
- Die Altstadt mit der Flaniermeile Malecón zeigt sich im spanischen Kolonialstil.
- Die barock anmutende Kirche (manchmal auch als „Kathedrale“ bezeichnet) der Nuestra Señora de Guadalupe entstand weitestgehend erst in den 1940er und 1950er Jahren. Die im Jahr 1963 auf dem Kirchturm installierte Krone ist eine Nachbildung der Krone von Charlotte, der Gemahlin Kaiser Maximilians. Die Kirchturmglocken werden üblicherweise mit langen Seilen von Hand geläutet.
- Beinahe täglich legen Kreuzfahrtschiffe auf ihren Routen Los Angeles – Los Cabos – Mazatlán – Puerto Vallarta – Manzanillo – Acapulco für einen Tagesstopp hier an. Wegen der Enge des Naturhafens ist das An- und Ablegen der bis zu 300 m langen Kreuzfahrtschiffe stets ein schwieriges Manöver.
- Elizabeth-Taylor-und-Richard-Burton-Skulptur

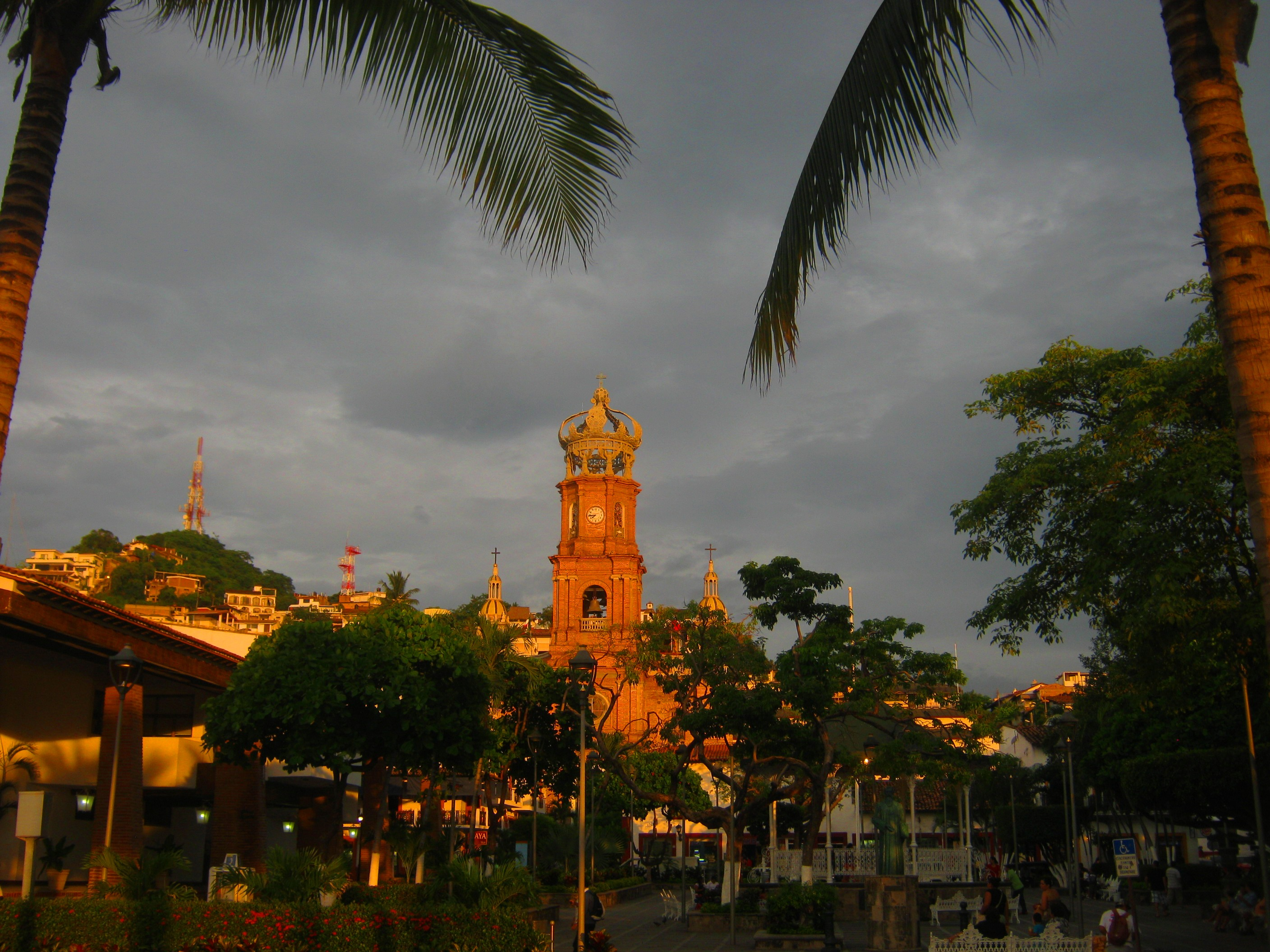
Die Hauptkirche von Puerto Vallarta "Nuestra Señora de Guadalupe"

## Partnerstädte
- Gijón, Asturien, Spanien (seit 1987)
- Highland Park, Illinois, USA (seit 2002)
- Santa Barbara, Kalifornien, USA (seit 2016)
- San Francisco, Kalifornien, USA (seit 2018)

## Filme
- In den 1960er Jahren wurde Puerto Vallarta berühmt durch die Dreharbeiten für John Hustons Film Die Nacht des Leguan (1964), in dessen Folge sich Elizabeth Taylor und Richard Burton hier niederließen und den internationalen Jetset hierhin brachten. Burton kaufte das Haus Villa Kimberley (heute ein Hotel) für Elizabeth Taylor. Beide heirateten in der Hauptkirche von Puerto Vallarta.
- Im Jahr 1987 wurden Szenen des Films Predator mit Arnold Schwarzenegger in der Umgebung von Puerto Vallarta gedreht.

## Söhne und Töchter der Stadt
- Gerardo López Villaseñor (* 1995), Tennisspieler
- Rodolfo Dickson (* 1997), Skirennläufer